# Dienstonderscheiding Ie Klasse voor 20 Dienstjaren in de Landweer
De Dienstonderscheiding Ie Klasse voor 20 Dienstjaren in de Landweer (Duits: Dienstauszeichnung Ier Klasse der Landwehr) was een onderscheiding van het koninkrijk Saksen. In 1874 besloot koning Albert van Saksen dat de landweer net als het leger in aanmerking zou komen voor een dienstonderscheiding. Het kruis voor 20 jaar dienst heeft hetzelfde model als het kruis voor het leger maar medaillon en armen zijn van verschillende metalen. De kruisen bestaan in een zilveren uitvoering met gouden medaillon en in 1902 ingevoerd kruis met een verguld zilveren medaillon. Het kruis werd tussen 1902 en 1918 uitgereikt.
Men droeg het kruis aan een lint op de linkerborst.